# اس‌اس کینگی
اس‌اس کینگی (به انگلیسی: SS Kiangya) یک کشتی بود.